# Алара
Алара — царь Куша, основатель династии царей Напаты, считается основателем XXV династии египетских фараонов (Нубийская династия).
Первый известный правитель Нубии, он объединил всю Верхнюю Нубию от Мероэ до третьего порога Нила и, возможно, был основателем храма Амона в Каве. Алара также сделал Напату религиозной столицей Нубии. Хотя Алара не был египетским фараоном (поскольку он никогда не контролировал Египет во время своего правления), он считается основателем XXV династии, так как два его непосредственных наследника Кашта и Пианхи подчинили своему влиянию Верхний Египет и считаются египетскими фараонами.
Нубийская литература приписывает Алара длительное царствование, память о нём имела центральное значение для поздних мифов о происхождении царства кушитов, которые со временем были дополнен новыми элементами. Алара был глубоко почитаемой фигурой в нубийской культуре и первым нубийских царём, имя которого дошло до учёных.

## Алара в исторических документах
Алара впервые упоминается в египетской иероглифической стеле королевы Табиры, которая была дочерью Алары и его жены царицы Касаги. Поскольку Табира была женой Пианхи, тогда как непосредственным предшественником Пианхи на троне Куша был Кашта, Алара в свою очередь был скорее предшественником Кашты. Хотя Алара не имел царского титула в стеле царицы Табиры, его имя прописано в картуше, что подтверждает, что он действительно был царём кушитов.
Алара также упоминается в родословной фараона Тахарки — как брат его бабушки — в надписях Кавы IV, строке 16f (ок. 685 до н. Э.) и VI, строке 23f. (приблизительно 680 до н. э.).
Один из археологов Нубии, Тимоти Кендалл, отождествляет Алару с царём «Ари» Меруамоном, который упоминается в летописи 23 года в надписи на стеле из храма Амона в Каве. Однако венгерский египтолог Ласло Тёрёк отвергает эту точку зрения в книге The Kingdom of Kush: Handbook of the Napatan-Meroitic Civilization. (Handbuch der Orientalistik 31) и считает, что Ари — это скорее Ариамани, намного более поздний царь Кушитской династии, которая правила в Мероэ — судя по тексту и его стилю на стеле. Мнение Кендалла не принято и другими учёными.

## Захоронение
Алару сменил Кашта, который расширил влияние Нубии до Элефантины и Фив. Алару похоронен в королевской усыпальнице в Эль-Курру. Установлено, что жена Алары, царица Касага, похоронена в могиле Ку.23 (или Эль-Курру-23). Её могила расположена рядом с гробницей Ку.9, которая, как считается, принадлежит самому Аларе.
Кендалл отмечает, что захороненный в Ку.9 (вероятно, Алара):
«был похоронен в нубийской традиционной манере, лёжа на кровати, помещённой в небольшой закрытой нише в нижней части вертикальной шахты, типичной для египетских гробниц. Вершина шахты украшена тяжёлой, но полой статуэткой Ба. В закрытой нише расположен каменный стол в египетском стиле, а стены ниши украшены рельефами. Сохранился один каменный блок с изображением верхней части мужской головы с короной и петлеобразным орнаментом над бровью урей… Эта позволяет предположить, что владелец гробницы в конце своего правления был фараоном, или что его преемник (Кашта?), который построил гробницы и приказал выбить рельефы, оказал похороненному фараоновские почести».
Терек соглашается с этим и пишет, что «ритуальная ниша захоронения Ку.9 должна была быть первым захоронением с погребальной стелой и столом с погребальными подношениями» в Эль-Курру, местом захоронений первых кушитских царей.